# Moviment a Favor de l'Autonomia de Hong Kong

Bandera del Moviment a favor de l'Autonomia d'Hong Kong.

El Moviment a favor de l'Autonomia d'Hong Kong (en xinès: 香港自治運動), és un moviment format a Hong Kong degut a una creixent consciència col·lectiva sobre els drets constitucionals de la regió administrativa especial d'Hong Kong, per aconseguir una major autonomia, lliure de la interferència del govern central de la República Popular de la Xina, tal com estableix la Llei Bàsica d'Hong Kong en els articles 2 i 22 d'aquesta llei.
El moviment està basat en les idees expressades en el llibre "香港城邦論" (en català: Teoria de la Ciutat Estat de Hong Kong), escrit per l'escolar Chin Wan, en aquesta obra literària, l'autor sosté que Hong Kong té les característiques d'una ciutat estat.
El moviment advoca pels principis de la Llei Bàsica d'Hong Kong, i per la idea de "un país, dos sistemes". Hong Kong pot gaudir del dret a una certa autonomia, sempre que no proposi directament la independència de Hong Kong. Chin Wan és l'advocat del moviment i el consultor. Entre els polítics aliats i les persones vinculades al món de la cultura que fan costat a aquest moviment es troben els antics regidors del Districte de Wan Chai.

## Objectius del Moviment
- Promoure el sufragi universal.

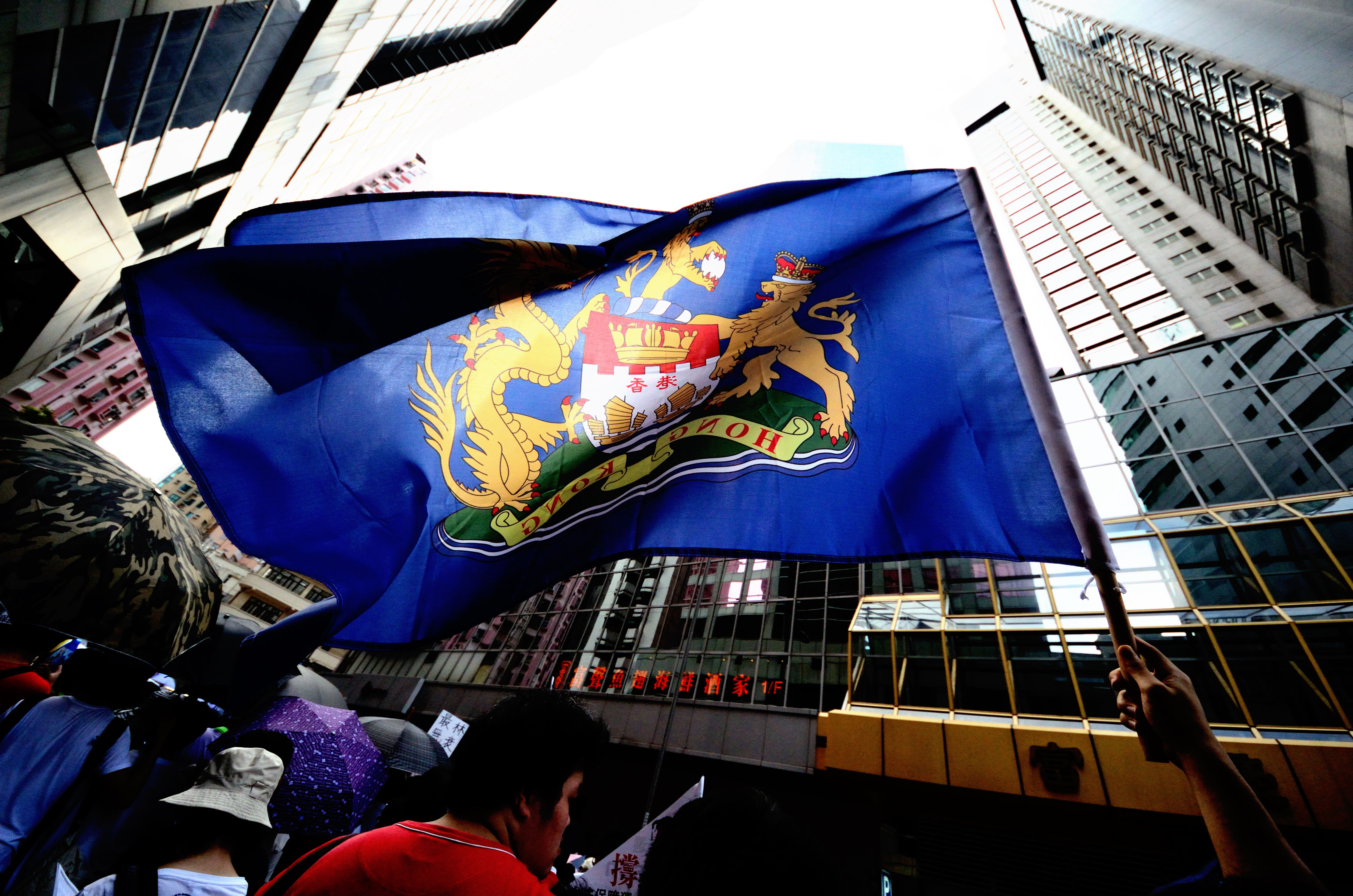
Manifestants a favor de l'Autonomia de Hong Kong.

- Crear un Govern Local i un Consell Legislatiu de Hong Kong, triats pel poble hongkonès, en unes eleccions democràtiques.

- Assegurar que les actuacions polítiques del govern hongkonès no se separin de l'objectiu d'assegurar els interessos a llarg termini del poble de Hong Kong.

- Implementar una planificació a llarg termini en matèria de polítiques d'habitatge i propietat, assegurant que el poble hongkonès pugui tenir un accés adequat a l'habitatge.

- Revitalitzar la indústria i l'agricultura hongkonesa.

- Reconfigurar la implementació d'una política migratòria, recuperant el dret a controlar la immigració procedent de la Xina continental.

- Reflectir la implementació de la Llei Bàsica de Hong Kong, i perfeccionar el procés constitucional.

- Defensar la regió administrativa especial de Hong Kong.

- Rebutjar les polítiques continentals i l'adoctrinament pro-comunista en l'àmbit de l'educació.

- Promoure l'ús del cantonès, mitjançant una política lingüística pròpia.

- Defensar la cultura hongkonesa.

- Mantenir unes polítiques econòmiques i monetàries que assegurin l'autonomia financera del Govern de Hong Kong.

- Lluitar per la igualtat de drets per tots els nous immigrants estrangers i els nouvinguts.

- Igualtat de drets per a les persones d'altres races i origen estranger, eliminar la desigualtat en matèria de drets entre les persones d'ètnia han i els estrangers, incloent els drets de naixement, residència, i poder participar en les eleccions hongkoneses.